# Live at Oxford
Live at Oxford is het eerste livealbum van Gordon Giltrap en band. Het is opgenomen op 9 maart 1980 in de Oxford Polytechnic. Het album verscheen origineel in 1981, maar kende een aantal heruitgaven. Die heruitgaven werden soms aangevuld met meerdere bonustracks. De opnamen vonden plaats voordat het album The peacock party werd opgenomen.

## Musici
- Gordon Giltrap – gitaar
- Rod Edwards, Eddy Spence  – toetsinstrumenten
- John Gustafson – basgitaar
- Ian Mosley – slagwerk
- Shirlie Roden - zang

## Muziek
| Nr. | Titel             | Duur  |
| --- | ----------------- | ----- |
| 1.  | Awakening         | 4:03  |
| 2.  | Robes and crownes | 2:06  |
| 3.  | Quest             | 4;46  |
| 4.  | The deserter      | 3:43  |
| 5.  | Fast approaching  | 5:09  |
| 6.  | Catwalk blues     | 3:50  |
| 7.  | Roots 1 and 2     | 2:48  |
| 8.  | Nightrider        | 3:53  |
| 9.  | Inner dream       | 5:48  |
| 10. | Fear of the dark  | 4:59  |
| 11. | Visitation        | 12:30 |
| 12. | Heartsong         | 5:34  |
| 13. | Lucifer’s cage    | 4:21  |